# Syntermophora microphthalma
Syntermophora microphthalma är en tvåvingeart som beskrevs av Charles Hamilton Seevers 1941. Syntermophora microphthalma ingår i släktet Syntermophora och familjen puckelflugor.
Artens utbredningsområde är Colombia. Inga underarter finns listade i Catalogue of Life.